# مايلز ميلر (كاتب)
مايلز ميلر (بالإنجليزية: Miles Millar)‏ هو منتج أفلام وكاتب سيناريو بريطاني، ولد في 1967 في المملكة المتحدة.

## وصلات خارجية
- مايلز ميلر على موقع IMDb (الإنجليزية)
- مايلز ميلر على موقع قاعدة بيانات الفيلم (الإنجليزية)